# Ross Haywood
Ross Haywood (Ross William Haywood; * 18. Februar 1947) ist ein ehemaliger australischer Geher.
1974 wurde er bei den British Commonwealth Games in Christchurch Siebter im 20-Meilen-Gehen.
Bei den Olympischen Spielen 1976 kam er im 20-km-Gehen auf den zwölften Platz. Im Marathon gab er nach 20 km auf.
Seine persönliche Bestzeit im 20-km-Gehen von 1:30:28 h stellte er am 5. Februar 1978 in Melbourne auf.